# Kreckow
Kreckow ist ein Ortsteil der Gemeinde Groß Miltzow im Landkreis Mecklenburgische Seenplatte im Land Mecklenburg-Vorpommern.

## Geographische Lage
Der Ort liegt südwestlich des Gemeindezentrums. Nordwestlich befindet sich der weitere Ortsteil Badresch. Es folgen im Osten der Ortsbereich Lauenhagen der Stadt Strasburg (Uckermark), im Süden der Ortsteil Groß Daberkow des Ortsteils Mildenitz der Stadt Woldegk sowie der weitere Woldegker Ortsteil Helpt im Südwesten. Die höchste Erhebung ist der 134 Meter hohe Mühlberg im Osten der Gemarkung.

## Geschichte und Etymologie
Archäologische Ausgrabungen belegen, dass der Ort bereits zu einer früheren Zeit von Slawen besiedelt war. Eine erste urkundliche Erwähnung von Krecowe existiert aus dem Jahr 1308, als das Dorf als Schenkung zu einer Kalandsbruderschaft gelangt. Aus dieser Zeit ist auch die Existenz einer Mühle bekannt. Zum Ende des 13. Jahrhunderts errichteten Handwerker im Ort eine Pfarrkirche. Der Name des Ortes änderte sich im Laufe der Jahrhunderte von Krekow im Jahr 1417 zu Kreckow im Jahr 1508 und soll sich von einem Lokator Krek ableiten. Im Jahre 1597 gelangte eine Hälfte des Ortes als Pfand an Bisbro Oldenfleeth und wurde 1636 erst wieder ausgelöst. Im Dreißigjährigen Krieg wurde der Ort samt Kirche zerstört. Wenige Jahre nach Kriegsende gelangte der Ort 1652 erneut als Pfand in fremde Hände. Im Jahre 1687 übernahm Ernst Werner von Raven das Gut. Die Siedlung erholte sich jedoch nur langsam: Aus dem Jahr 1719 sind sechs Bauernstellen überliefert. Im Jahre 1743 übernahm Wilhelm Ludwig von Bissing den Ort für 27.000 Taler. Er errichtete 1744 ein Gutshaus und ließ 1752 gemeinsam mit seiner Frau Christine Sophie von Lehsten die Kirche wiederaufbauen. Dennoch stagnierte die wirtschaftliche Entwicklung: 1766 gab es fünf Bauernstellen im Ort. Im Jahre 1793 gelangte Kreckow in den Besitz von Heinrich Otto Graf von Schwerin, der die einzige Tochter der Bissings heiratete. In seiner Zeit ging die Zahl der Bauernstellen auf vier im Jahr 1810 zurück. 1860 pachtete die Familie Strasen den Ort. Im Jahre 1932 kam es zu einem großen Brand, bei dem ein Großteil des Viehbestandes verendete.
Nach dem Ende des Zweiten Weltkrieges wurde die Gutsfamilie vertrieben und die Ländereien im Zuge einer Bodenreform neu aufgeteilt. Es entstanden 64 Neubauernstellen, die sich 1946 zu einer gegenseitigen Bauernhilfe zusammenschlossen. Durch weitere Umsiedler kamen bis 1949 fünf zusätzliche Neubauernhöfe hinzu. Die Kinder im Ort gingen fortan in das Gutshaus, das von 1950 an als Schulgebäude genutzt wurde. 1951 entstanden weitere sieben Neubauernhöfe. Die Bauern im Ort räumten 1957 einen Maschinenschuppen des Gutshauses und richteten dort einen Kulturraum ein. Ein Jahr später schlossen sich einige Bauern zu der LPG Jungen Welt zusammen. 1967 erhielten die Orte in Kreckow und Klein Daberkow einen Anschluss an eine zentrale Wasserversorgung. 1975 schloss sich die LPG mit der LPG Frieden in Klein Daberkow zusammen. Ein Jahr später rissen Handwerker die Gaststätte ab; ein weiteres Jahr darauf wurde die Schule aufgelöst.
Nach der Wende gründete sich aus der LPG eine Agrargenossenschaft. 1994 errichteten Handwerker einen Spielplatz; ein Jahr später erwarb der Bildhauer Simon Schade das Gutshaus. Im gleichen Jahr schloss der Kindergarten. Am 1. Oktober 2000 feierten die Bewohner das erste Kreiserntedankfest im Ort. Ein Jahr später sanierten Handwerker die Fachwerkscheune.

## Kultur und Sehenswürdigkeiten

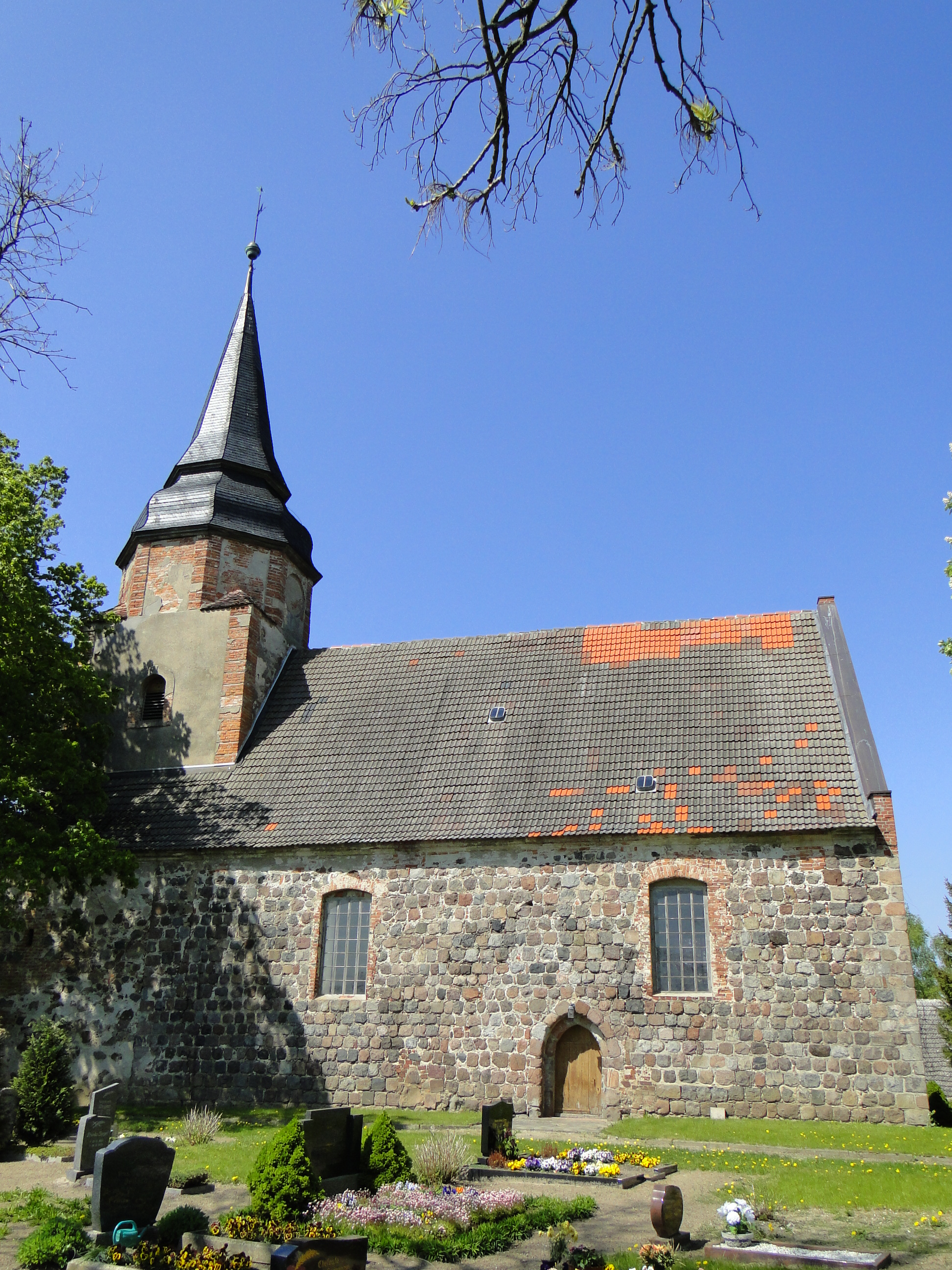
Kirche Kreckow

- Die Kirche Kreckow ist eine Feldsteinkirche aus dem Ende des 13. Jahrhunderts, die 1749 um einen Westturm erweitert wurde. Im Innenraum steht unter anderem ein Kanzelaltar aus der Mitte des 18. Jahrhunderts.
- Das Gutshaus entstand 1744 durch Wilhelm Ludwig von Bissing. Es handelt sich um einen eingeschossigen Putzbau mit Mansarddach.
- Daneben stehen im Ort zahlreiche weitere Gebäude unter Denkmalschutz.

## Wirtschaft und Infrastruktur

### Wirtschaft
Neben der Landwirtschaft existieren einige wenige Handwerksbetriebe.

### Verkehr
Die Straße Kreckow führt von Nordwesten und Nordosten kommend in den Ort und nach Süden bzw. Südosten in die angrenzenden Ortsteile bzw. Gemeinden. Sie verzweigt sich im historischen Dorfkern um den Dorfteich.